# Cranichis longipetiolata
Cranichis longipetiolata är en orkidéart som beskrevs av Charles Schweinfurth. Cranichis longipetiolata ingår i släktet Cranichis, och familjen orkidéer. Inga underarter finns listade i Catalogue of Life.